# Goricë e Madhe
Goricë e Madhe är en ort i Albanien.   Den ligger i prefekturen Qarku i Korçës, i den östra delen av landet, 100 km sydost om huvudstaden Tirana. Goricë e Madhe ligger 915 meter över havet och antalet invånare är 515.
Terrängen runt Goricë e Madhe är kuperad österut, men västerut är den bergig.   Runt Goricë e Madhe är det ganska tätbefolkat, med 80 invånare per kvadratkilometer.. 
Omgivningarna runt Goricë e Madhe är en mosaik av jordbruksmark och naturlig växtlighet.